# 印卧涛
印卧涛（1979年—），出生于南京，应用数学家，现任美国阿里巴巴集团研究科学家，首席工程师，原加州大学洛杉矶分校数学系教授。他目前的研究方向为机器学习，最优化，并行计算和分布式计算，逆问题等。

## 教育经历
2001年，印卧涛本科毕业于南京大学数学系。2006年，他获得了哥伦比亚大学运筹学博士学位，论文题目为The TV-L1 Model Theory, Computation and Applications 。

## 争议
2024年6月，印卧涛作为阿里数学竞赛组委会负责人反驳方舟子，力挺姜萍引起争议。姜萍就读的江苏省涟水中等专业学校星期天（11月3日）在微信公众号通报，王闰秋对指导的学生提供帮助，违反了预选赛关于“禁止与他人讨论”的规则。校方给予他诫勉谈话处理，取消本年度评先评优资格。。

## 奖项和荣誉
- 2008年，美国国家科学基金会职业奖 [4]。
- 2009年，斯隆奖[5]。
- 2016年，晨兴数学奖金奖 [6]，该奖项为世界华人数学家大会的最高奖项。
- 2021年，美国运筹与管理学会Egon Balas奖 [7]。

## 著作书籍
印卧涛著有多部优化、压缩感知、图像处理等方向的书籍。
- Large-Scale Convex Optimization via Monotone Operators，作者：Ernest K. Ryu，Wotao Yin[8]。

- Splitting Methods in Communication, Imaging, Science, and Engineering，作者：Roland Glowinski，Stanley J. Osher，Wotao Yin[9]。

- Compressive Sensing for Wireless Networks，作者：Zhu Han，Husheng Li，Wotao Yin[10]。